# WASP-3 b
WASP-3 b – planeta pozasłoneczna oddalona od Ziemi o około 727 lat świetlnych. Orbituje wokół gwiazdy WASP-3 znajdującej się w gwiazdozbiorze Lutni. WASP-3 b została odkryta metodą tranzytu w ramach projektu SuperWASP.
WASP-3b, tak jak większość odkrytych planet pozasłonecznych, należy do gazowych gigantów podobnych do Jowisza. WASP-3 b jest jednak o wiele większym i masywniejszym obiektem. Jego masa równa się 2,06 masy Jowisza, a promień 1,454 promienia Jowisza. Planeta krąży wokół swojej gwiazdy po bardzo ciasnej orbicie wynoszącej zaledwie 0,0313 j.a., co kwalifikuje ją do grona gorących jowiszy. Temperatura na powierzchni tego gazowego giganta sięga 1983 K.
W 2010 roku, dzięki zakłóceniom w tranzycie WASP-3 b, zasugerowano możliwość istnienia drugiej planety. Wyniki badań nie pozwalały jednak ze stuprocentową pewnością stwierdzić, że planeta WASP-3 c istnieje.